# Sedum shitaiense
Sedum shitaiense là một loài thực vật có hoa trong họ Crassulaceae. Loài này được Y. Zheng & D.C. Zhang mô tả khoa học đầu tiên năm 2000.